# Prüm
Prüm é uma pequena cidade da Alemanha no noroeste da Renânia-Palatinado. Fica situada no Eifel, que é a parte oriental das Ardenas. O rio do mesmo nome que a atravessa é um sub-afluente do rio Mosela.
Em 2001, Prüm tinha 6031 habitantes.
A sua basílica alberga a relíquia das Sandálias de Cristo.
Prüm é célebre devido ao Tratado de Prüm (provavelmente assinado no castelo de Schüller) com que Lotário I em 855 dividiu a França Média entre os seus três filhos. Fez-se de seguida monge e morreu pouco depois na abadia de Prüm.

## Geografia
Prüm fica às margens do rio Prüm (um afluente do Sauer), na extremidade sudeste do Schneifel, que tem 697 m de altura. Prüm é o epônimo do sinclinal de Prüm (Ger. Prümer Kalkmulde), o maior dos sinclinais do limite do Eifel. Aqui, o único ponto GSSP na Alemanha identifica a fronteira geológica entre o Devoniano inferior Emsiano e o Devoniano médio Eifeliano. 

## História
Consulte o artigo principal sobre o antigo mosteiro da cidade, a Abadia de Prüm. Em 2005, a Convenção de Prüm foi assinada na cidade por vários países europeus. 
Noventa e dois por cento da cidade foi destruída por bombardeios e combates terrestres durante a Segunda Guerra Mundial. Em 1949, ela foi novamente destruída por uma explosão na colina Kalvarienberg causada por um incêndio em um bunker de munição subterrâneo. Doze pessoas morreram, 15 ficaram feridas e 965 ficaram desabrigadas.

## Economia e Infraestrutura
Entre os maiores empregadores da região estão a MUH Arla, a Stihl, a Streif, a Prüm-Türenwerk e a Tesla Grohmann Automation. A MUH Arla tem sua sede em Pronsfeld, a 10 quilômetros de distância. 
Desde 1980 não é mais possível pegar o trem para Prüm, com exceção dos trens de carga que operaram até o final da década de 1990. Em dezembro de 2000, o último trem passou por Prüm, e esse foi um evento especial. Desde aquela época, os trilhos de trem foram desmontados.
As rodovias federais B265 e B410 cruzam Prüm, e as autobahn A60 e B51 também passam perto da cidade.
A Estação Aérea de Prüm está localizada nos arredores de Prüm e é operada pela Força Aérea dos Estados Unidos. 

## Verão de Prüm
Em julho e agosto, ocorre o Prüm Summer. Ele começa com um mercado e uma competição musical nas ruas no último domingo de junho. Durante as oito quintas-feiras seguintes, vários convidados se reúnem na prefeitura, onde há várias competições, como levantamento de jarra de cerveja e serragem de tronco. Há também um rali de bicicletas, um desfile de moda e danças incluídas no programa. 

## Relações Internacionais
Prüm é geminada com: Bangor, Irlanda do Norte; Monthermé (França, desde 1962); Fort Madison, Iowa (Estados Unidos, desde 1998[3]) 

## Pessoas notáveis
Regino de Prüm, monge e cronista medieval
Parece que Pepino, o Corcunda, primeiro filho de Carlos Magno, esteve exilado em um mosteiro em Prüm de aproximadamente 793 até sua morte em 813.